# アンタレス (ロケット)
アンタレス (Antares) はアメリカ合衆国のオービタル・サイエンシズ社（OSC、2015年以降オービタルATK、2018年以降ノースロップ・グラマン・イノベーション・システムズ）により開発され、打ち上げられている中型ロケット。2013年4月21日に初打ち上げが行われて成功した。
当初の計画名はトーラスIIで、2011年にさそり座の1等星アンタレスにちなんでアンタレスと命名された。同社のロケットは、ペガサス、トーラス、ミノタウロスというようにギリシア神話にちなんで命名されている。
開発中の後継機、アンタレス330は、2025年第4四半期打ち上げを目標としている。

## 概要
アンタレスはアメリカ航空宇宙局 (NASA) の商業軌道輸送サービス (COTS) の契約に則りシグナス補給船を打ち上げるロケットとして開発されており、デルタ IIとほぼ同じ規模、OSCが保有しているロケットとアトラス Vやデルタ IV等の大型ロケットの間を埋める軌道投入能力を有するロケットとして位置づけられている。
既存のコンポーネントを活用することで低コストで信頼性の高いシステムを構築する方針で開発されている。OSCの保有する既存のロケットの成果を用いることで高い即応性を実現し、シグナスの他にも宇宙探査機等を含む科学用途の宇宙機、軍事衛星、商用衛星等の各種中型ミッションに対応する。
1段目エンジンとして、5号機（打ち上げ失敗）までが旧ソ連製のNK-33をベースにしたAJ-26を、2016年の6号機以降はロシア製のRD-181を使用する。しかし、2022年のロシアのウクライナ侵攻によりこれらのエンジンは調達できなくなったため、アンタレス230+の運用を終了した。
今後は米国企業のファイアフライ・エアロスペースが同社のミランダエンジンを使用した1段目を使ったアンタレス330を開発することが発表されている。

## 構成・諸元

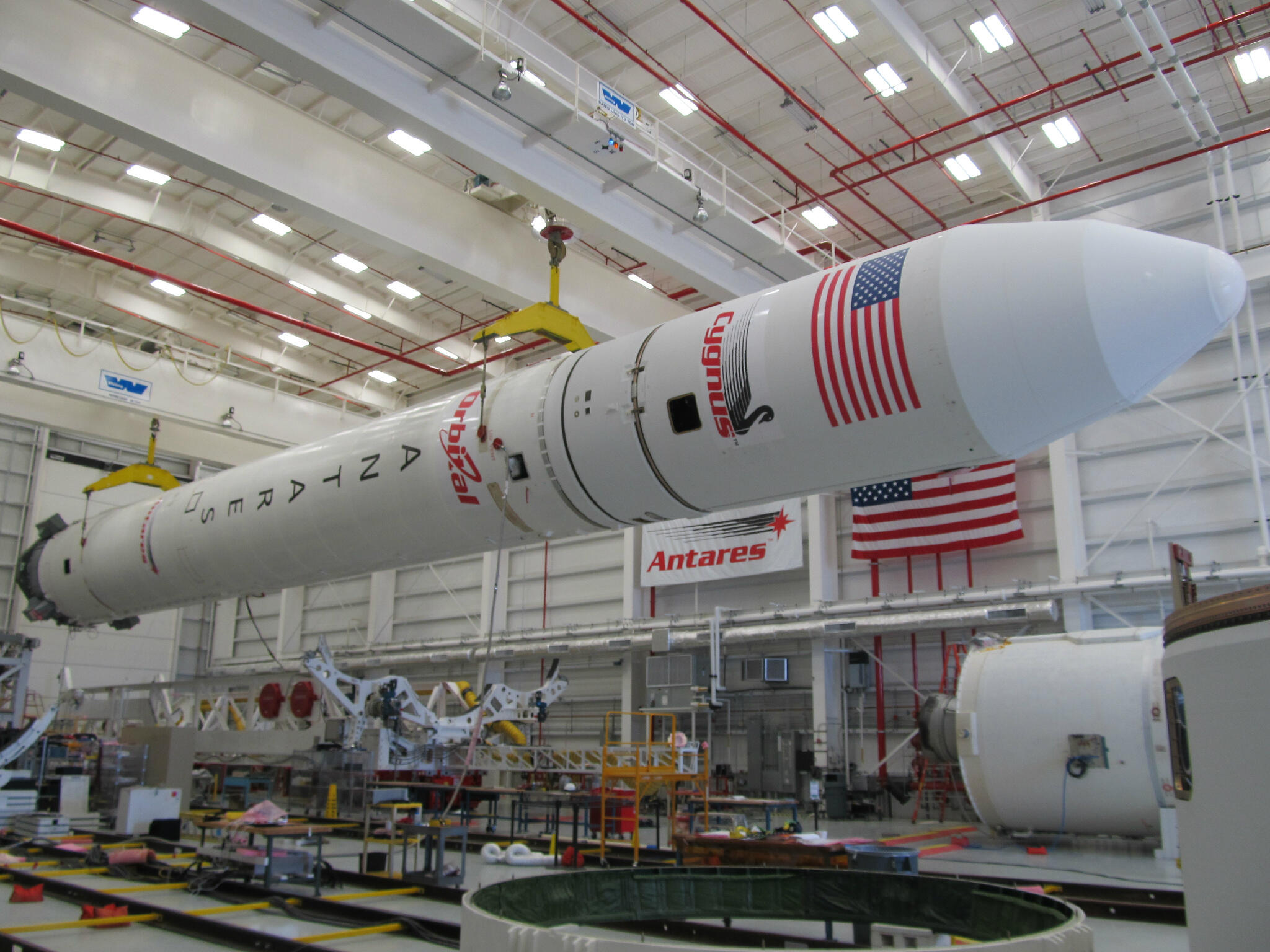
組み立てられたアンタレスロケット

アンタレスは第1段に液体燃料を用いる2段または3段式ロケットであり、前身のトーラスロケットとは大きく異なるものとなっている。
第1段エンジンは旧ソ連が有人月飛行を目的として開発していたN-1ロケット用の第1段エンジンNK-33をエアロジェット社が購入して電装系等の改修を行ったAJ26-62エンジンを2基使用し、第1段タンクはウクライナのユージュノエ及びユージュマシュが製造するゼニット第1段タンクの全長を短縮したものが用いられる。
第2段はキャスター120を短縮することでATKが新規開発したキャスター30を採用した。また、拡張型第2段としてプラット・アンド・ホイットニー・ロケットダインが開発したメタンを燃料とするPWR35Mエンジンを使用する構成も計画されていたが、2011年4月に、キャスター30の性能向上型であるキャスター30XLを採用する方針に変更された。
最初の2機の試験フライトでは第2段にキャスター30Aを使用し、次の2機ではキャスター30Bを使用。4号機からキャスター30XLに切り替えて打上げ能力を強化した。
シグナスの軌道投入は2段式のアンタレスによって行われる予定であるが、人工衛星や宇宙探査機の打ち上げにおいてはオプションとして2種類の第3段が用意されている。標準型第2段を用いた通常の人工衛星の打ち上げの場合には、軌道投入精度の向上と軌道高度の上昇を目的として、OSCがSTAR Busの推進系を流用して開発した2液式推進系Bi-Propellant Third Stage (BTS) を使用する。惑星探査機等の打ち上げにおいてはATKが開発したスター48BVをキックモータとして使用する。
アビオニクスとしてはOSCが開発し、同社のロケットで使用して飛行実績があるMACH (Modular Avionics Control Hardware) コンポーネントを採用した。
| ＼           | 主要諸元一覧    | 主要諸元一覧 | 主要諸元一覧   | 主要諸元一覧        | 主要諸元一覧        | 主要諸元一覧 |
| ------------ | --------------- | ------------ | -------------- | ------------------- | ------------------- | ------------ |
| 全長         | 40.5 m          | 40.5 m       | 40.5 m         | 40.5 m              | 40.5 m              | 40.5 m       |
| 代表径       | 3.9 m           | 3.9 m        | 3.9 m          | 3.9 m               | 3.9 m               | 3.9 m        |
| 全備質量     | 290 t           | 290 t        | 290 t          | 290 t               | 290 t               | 290 t        |
| 段数(Stage)  | 第1段           | 第2段        | 第2段          | 第3段（オプション） | 第3段（オプション） | フェアリング |
| 段数(Stage)  | 第1段           | 標準型       | 拡張型         | BTS                 | キックモータ        | フェアリング |
| 各段全長     | 27 m            | 3.5 m        | 6.0 m          | 2.9 m               | 2.07 m              | 9.9 m        |
| 各段代表径   | 3.9 m           | 2.36 m       | 2.36 m         | 2.4 m               | 1.24 m              | 3.9 m        |
| 各段質量     | 269 t           | 14 t         | 26.3 t         | 1.5 t               | 2.2 t               | 0.972 t      |
| 使用エンジン | AJ26-62 （2基） | キャスター30 | キャスター30XL | BT-4 （3基）        | スター48BV          | N/A          |
| 推進剤       | LOX/RP-1        | TP-H8299     | TP-H8299       | MON-3/N2H4          | TP-H3340            | N/A          |
| 推進剤質量   | 256 t           | 12.8 t       | 24.2 t         |                     | 2 t                 | N/A          |
| 乾燥質量     | 18,715 kg       | 1,185 kg     | 2,100 kg       | 180 kg              | 155 kg              | N/A          |
| 真空平均推力 | 3,803 kN        | 258.9 kN     | 474 kN         | 1.33 kN             | 68.6 kN             | N/A          |
| 真空比推力   | 331 s           | 294.7 s      |                | 329 s               | 292.1 s             | N/A          |
| ノズル膨張比 | 27              | 50           | 56             |                     | 54.8                | N/A          |
| 有効燃焼時間 | 213 s           | 143 s        | 156 s          | 3,100 s             | 88 s                | N/A          |

## 形式

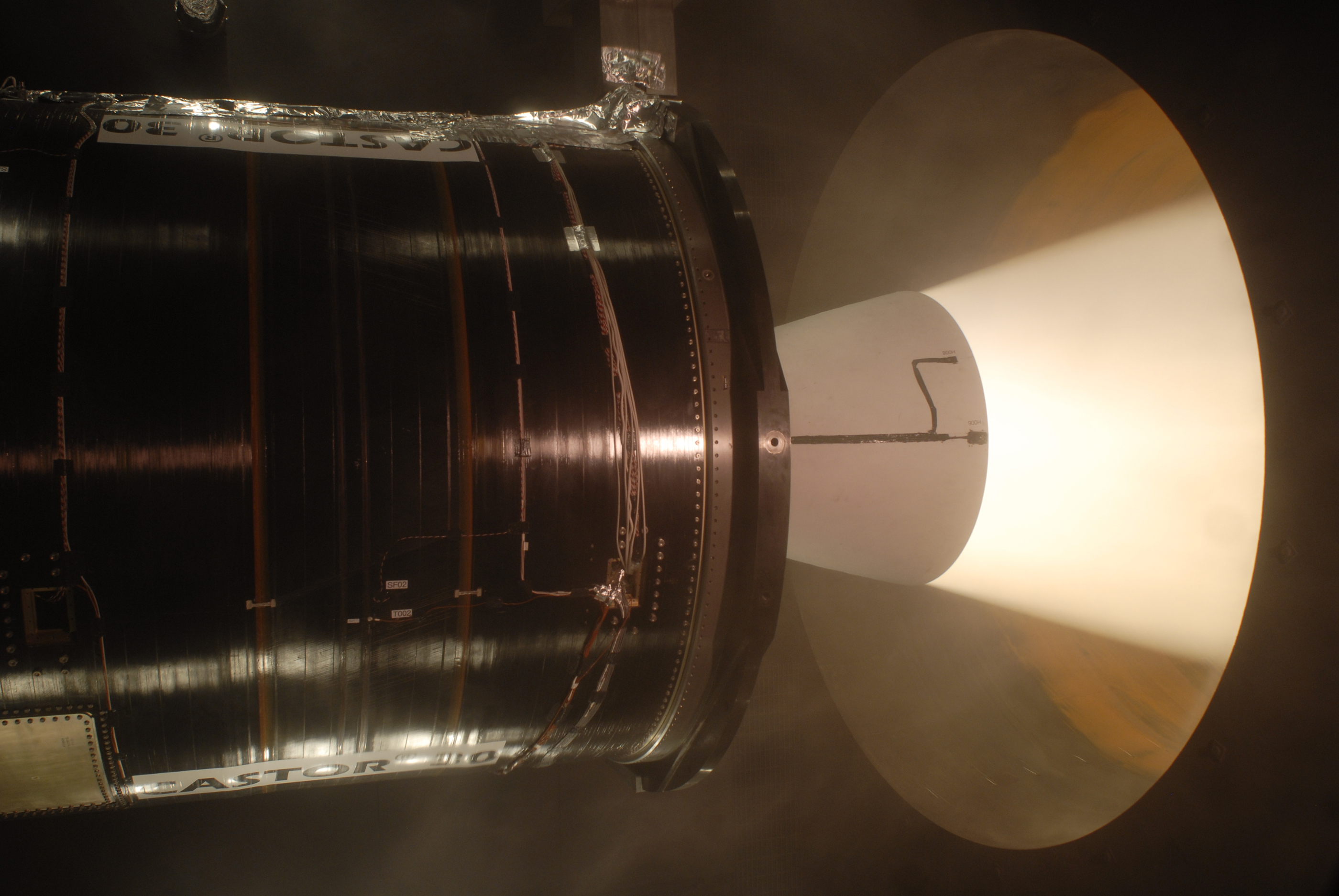
上段エンジン キャスター30の燃焼試験

最初の2回の打ち上げでは第2段にキャスター30Aを使用した。以降の打ち上げではキャスター30Bまたはキャスター30XLが使われる。ロケットの構成は3桁の数字で表され、上位から順に第1段、第2段、第3段に対応している。第1段は、RD-181適用型ブロック1ではRD-181の推力をAJ26-62相当に落として搭載している。ブロック2では燃料タンクの構造強化を行うことでRD-181の推力を本来のレベルに戻し、打ち上げ能力を向上する予定である。最後に追加された "+" は、アンタレス230の性能強化型（第1段ブロック2とキャスター強化型を用いる）を示すために使われる。
| No | 1桁目                                    | 2桁目                                   | 3桁目                              |
| No | （第1段）                                | （第2段）                               | （第3段）                          |
| -- | ---------------------------------------- | --------------------------------------- | ---------------------------------- |
| 0  | 未使用                                   | 未使用                                  | なし                               |
| 1  | ブロック1 （2 × AJ26-62）                | キャスター30A ブロック1以降は使用しない | BTS（2液式第3段） （3 × IHI BT-4） |
| 2  | ブロック1（RD-181適用型） （2 × RD-181） | キャスター30B                           | スター48BV                         |
| 3  | 7 ｘ Miranda                             | キャスター30XL                          | オライオン38                       |

## 打ち上げ

### 形式ごとの打ち上げ数
- アンタレス110
- アンタレス120
- アンタレス130
- アンタレス230
- アンタレス230+

### 打ち上げ結果
- 失敗
- 部分的失敗
- 成功
- 計画

当初の打ち上げ予定は2011年10月であったが、同年12月、2012年1月23日、2月、7月6日、8月9日、9月後半、10月、12月、2013年2月と次々と延期された。最終的に2013年4月21日17時00分 (EDT)、シグナス補給船の質量を模擬したダミーペイロードを搭載しての初打ち上げに成功した。
| No | ミッション名 | 形式 | 打ち上げ年月日 (UTC)   | ペイロード | 成否 | 備考 |
| -- | ------------ | ---- | ---------------------- | --- | ---- | --- |
| 1  | A-One        | 110  | 2013年4月21日21時00分  | ダミーペイロードとCubeSat 4機(Dove 1, PhoneSat 3機)                                                                                       | 成功 | リスク軽減のための飛行試験（初打上げ）としてシグナスのダミーペイロードを軌道へ投入                       |
| 2  | Orb-D1       | 110  | 2013年9月18日14時58分  | シグナス (標準型) | 成功 | シグナスの初飛行                                                                                         |
| 3  | CRS Orb-1    | 120  | 2014年1月9日18時07分   | シグナス (標準型) | 成功 | シグナスの商業補給飛行1回目、2段目をキャスター30Bに変えて打上げ能力を強化。                              |
| 4  | CRS Orb-2    | 120  | 2014年7月13日12時52分  | シグナス (標準型) | 成功 | シグナスの商業補給飛行2回目、前回と同じ構成。                                                            |
| 5  | CRS Orb-3    | 130  | 2014年10月28日22時22分 | シグナス (標準型) | 失敗 | シグナスの商業補給飛行3回目。2段目をキャスター30XLに変更して打ち上げ能力を強化。離昇直後に爆発炎上した。 |
| 6  | CRS OA-5     | 230  | 2016年10月17日23時45分 | シグナス (拡張型) | 成功 | 打上げ再開初号機、第1段エンジンにRD-181を採用。                                                          |
| 7  | CRS OA-8E    | 230  | 2017年11月12日12時19分 | シグナス (拡張型) | 成功 | 商業軌道輸送サービスの拡張契約。                                                                         |
| 8  | CRS OA-9E    | 230  | 2018年5月21日08時44分  | シグナス (拡張型) | 成功 | 補給機によるISSの増速の初実証。軌道上速度を0.06m/s増速。                                                 |
| 9  | CRS NG-10    | 230  | 2018年11月17日09時01分 | シグナス (拡張型) | 成功 | ノースロップ・グラマンによるオービタルATK買収後の初打ち上げ。                                            |
| 10 | CRS NG-11    | 230  | 2019年4月17日20時46分  | シグナス (拡張型) | 成功 | アンタレス、シグナスを用いた最後の商業補給サービスフェーズ1 (CRS-1)                                      |
| 11 | CRS NG-12    | 230+ | 2019年11月2日13時59分  | シグナス (拡張型) | 成功 | アンタレス、シグナスを用いた最初の商業補給サービスフェーズ2 (CRS-2)。またアンタレス230+の最初の打ち上げ  |
| 12 | CRS NG-13    | 230+ | 2020年2月15日20時21分  | シグナス (拡張型) 実験モジュールコロンバス用Kaバンド通信装置など                                                                          | 成功 | |
| 13 | CRS NG-14    | 230+ | 2020年10月3日1時16分   | シグナス (拡張型) 次世代トイレシステム (UWMS) や植物実験装置Plant Habitat-02、免疫治療実験装置 (Onco-Selevtors)、船外活動用360°カメラなど | 成功 | |
| 14 | CRS NG-15    | 230+ | 2021年2月20日17時36分  | シグナス (拡張型) SBC-2や実験用回虫など                                                                                                   | 成功 | |
| 15 | CRS NG-16    | 230+ | 2021年8月10日22時01分  | シグナス (拡張型) | 成功 | アメリカ初のアジア系宇宙飛行士、エリソン・オニヅカ氏の名を冠した打ち上げ                                 |
| 16 | CRS NG-17    | 230+ | 2022年2月19日17時40分  | シグナス (拡張型) | 成功 | |
| 17 | CRS NG-18    | 230+ | 2022年11月7日10時32分  | シグナス (拡張型) | 成功 | |
| 18 | CRS NG-19    | 230+ | 2023年8月2日0時31分    | シグナス (拡張型) | 成功 | アンタレス230+の最後の打ち上げ                                                                           |

### CRS Orb-3の打上げ失敗と対策

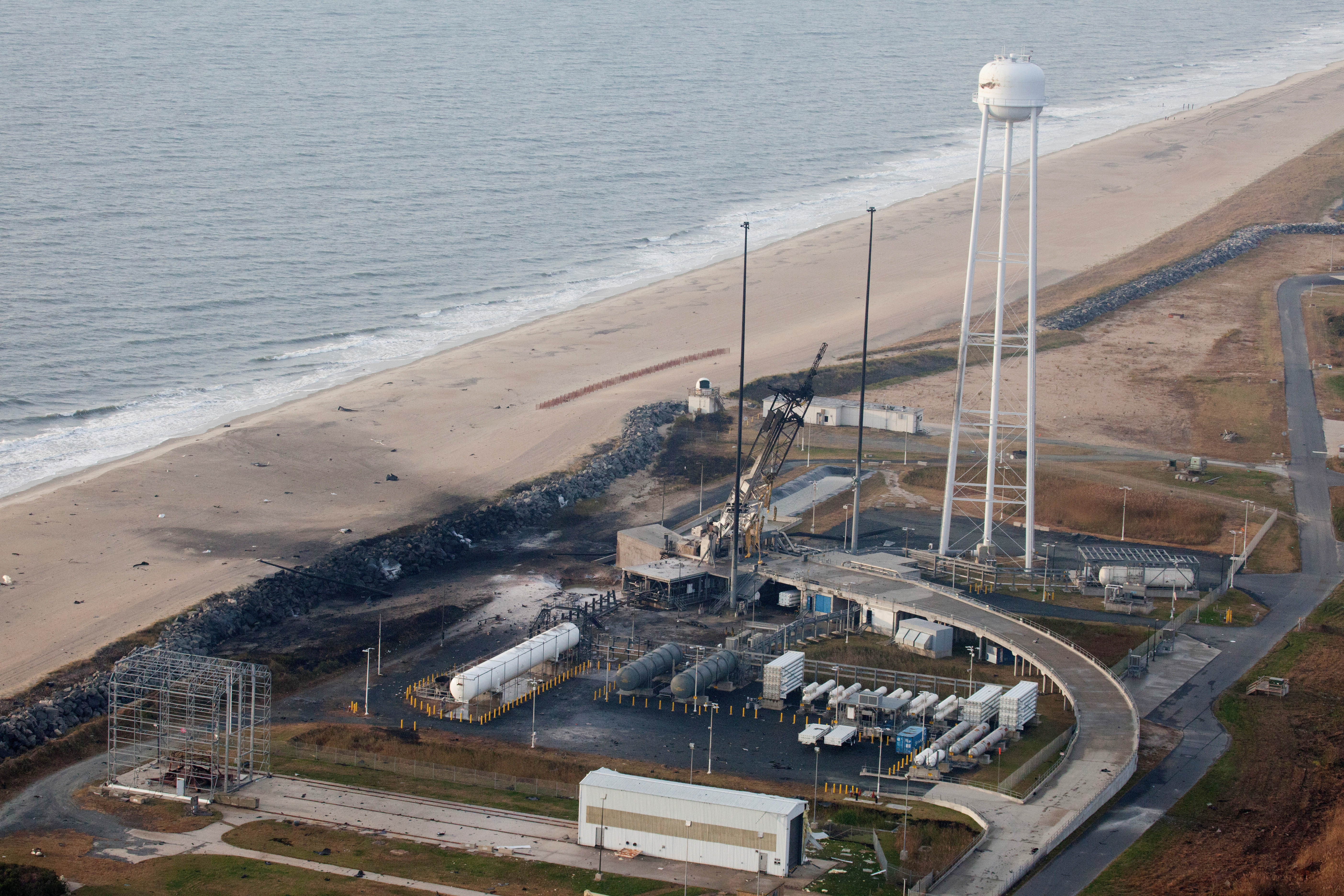
損傷した地上施設

CRS Orb-3 は、アンタレスとシグナス補給船による3回目のISS補給ミッションであった。しかし、2014年10月28日に打ち上げられたアンタレス5号機は、離陸からわずか15秒後に1段目が爆発。機体はそのまま中部大西洋地域宇宙基地の打ち上げ施設へと墜落した。被害を抑えるためにアンタレスの自爆が試みられたものの、作動したのはロケットが地上に激突する直前であり、爆発と火災により機体とペイロードは破壊され、地上施設も深刻な被害を受けた。OSCは事故後、直ちに原因究明のための事故調査委員会を形成した。
Orb-3ミッションは、打ち上げ直後に1段エンジンの2基のうちの1基が爆発して墜落し、失敗に終わった。これを受けてロシアのNK-33エンジンをベースにしたAJ-26エンジンは使用を中止することになり、代わりにロシア製のRD-181エンジンに置き換えることになった。このエンジンを更新した新しいアンタレスロケットは2016年初めに飛行再開が出来るようになる計画であり、それまでの間、シグナス補給船の1機もしくは2機はアトラスV ロケットを調達して打ち上げることになった。RD-181を装備したアンタレスロケットは、究極的には20%打上げ能力を向上できる見込みだが、初飛行ではAJ-26と同じレベルまで推力を落とし、1段タンクの構造を強化する改良を終えるまでのつなぎにする予定である。

## 初期構想
トーラスIIの初期構想は1994年にOSCが発表したもので、第1段及び第2段にキャスター120、第3段に当時開発中であったアリアン5の上段に採用予定のエスタスを用いるというものであった。この構想では軌道傾斜角28.5度、高度185kmの低軌道に2.3tの軌道投入能力をもち、また、補助ブースタとしてキャスター4を最大8本用いることで同様の軌道への投入能力を5tまで向上することが可能とされていた。さらに、オプションとしてスター48を第4段キックステージとして用いた場合には、GTOへ1.84tのペイロードを投入可能であるとされていた。
この構想はNASAの小型の衛星や探査機の打ち上げを目的としたMed-Lite契約に向けて発表されたものであったが、その後OSCは同契約に向けマクドネル・ダグラス (MD) と共同で同様のコンセプトをもつデルタ・ライトの構想を発表した。1993年初頭にデルタ・ライトはMed-Lite契約を獲得し、ディープ・スペース1号やFUSE、スターダストなどを打ち上げる予定となっていたが、1997年にMDがボーイングに吸収合併されるなどの情勢から計画は凍結され、これらの宇宙機はデルタIIロケットで打ち上げられた。

## 打ち上げシーケンス
商業軌道輸送サービスに基づくシグナス補給船打ち上げなど、アンタレス100シリーズの典型的な打ち上げシーケンスは以下の通りである。
| 秒時          | イベント                                        | 高度            |
| ------------- | ----------------------------------------------- | --------------- |
| T− 03:50:00   | 打上責任者が管制室に入室                        |                 |
| T− 03:05:00   | 液体酸素注入システム冷却開始                    |                 |
| T− 01:30:00   | 推進剤注入準備完了                              |                 |
| T− 00:15:00   | ペイロード内部電源切換                          |                 |
| T− 00:12:00   | 最終カウントダウン開始 / 主エンジン配管冷却開始 |                 |
| T− 00:11:00   | 移動式発射台退避                                |                 |
| T− 00:05:00   | 制御系内部電源切換                              |                 |
| T− 00:03:00   | 自動打ち上げシーケンス開始                      |                 |
| T− 00:02:00   | 推進剤タンク加圧                                |                 |
| T− 00:00:00   | 主エンジン点火                                  |                 |
| T+ 00:00:02.1 | リフトオフ                                      | 0               |
| T+ 00:03:55   | 主エンジン燃焼停止 (MECO)                       | 102 km (63 mi)  |
| T+ 00:04:01   | 第1段分離                                       | 108 km (67 mi)  |
| T+ 00:05:31   | フェアリング分離                                | 168 km (104 mi) |
| T+ 00:05:36   | 段間接合部分離                                  | 170 km (106 mi) |
| T+ 00:05:40   | 第2段エンジン燃焼開始                           | 171 km (106 mi) |
| T+ 00:07:57   | 第2段燃焼終了                                   | 202 km (126 mi) |
| T+ 00:09:57   | ペイロード分離                                  | 201 km (125 mi) |